# Romuald Jakub Weksler-Waszkinel
Romuald Jakub Weksler-Waszkinel (* 28. Februar 1943 in Stare Święciany) ist ein ehemaliger polnischer römisch-katholischer Priester jüdischer Abstammung.

## Leben
Er wurde im Ghetto in Stare Święciany bei Wilna als zweiter Sohn von Jakob und Batia Weksler geboren. Sein genaues Geburtsdatum ist nicht bekannt, es wird angenommen, dass es der 28. Februar 1943 ist. Einige Tage vor der Vertreibung aller Ghettoeinwohner nach dem Vernichtungslager Sobibor vertraute ihn seine Mutter der polnischen katholischen Familie von Piotr und Emilia Waszkinel an. Dabei appellierte sie an die Frömmigkeit der gläubigen Christin: Da Jesus Jude gewesen sei, solle sie nun für ihn das jüdische Baby retten. Zudem prophezeite sie, dass Jakub eines Tages Priester werden würde. Einige Tage danach starb sie mit dem anderen Sohn Samuel in der Gaskammer von Sobibór. Sein Vater starb wahrscheinlich erst 1944/1945 während des Todesmarsches vom KZ Stutthof.
Das Kind wurde in der katholischen Kirche getauft und erhielt den Vornamen Romuald; es wurde von den Pflegeeltern als eigenes Kind erzogen. 1945 wurde die Familie nach Pasłęk umgesiedelt. Schon in der Schule wurde er wegen seines „nichtarischen“ Aussehens gehänselt, aber seine Pflegeeltern behaupteten weiter, er sei ihr leibliches Kind. Er wurde streng religiös erzogen. Erst am 23. Februar 1978, als er 35 Jahre alt war, erzählte ihm seine Mutter seine wahre Geschichte. Danach entschloss sich er, seinen bisherigen Vor- und Nachnamen mit dem Namen seines ermordeten Vaters zu verbinden. Am 1. September 1995 wurden Piotr und Emilia Waszkinel mit dem Ehrentitel Gerechter unter den Völkern vom Yad Vashem in Jerusalem ausgezeichnet.
Nach dem Abitur trat er in das Priesterseminar in Olsztyn ein. 1966 empfing er die Priesterweihe. 1968 begann er das Philosophiestudium an der Katholischen Universität Lublin. Dort wurde er als Lehrbeauftragter im Institut für Theoretische Philosophie angestellt. Er beschäftigte sich hauptsächlich mit der Philosophischen Anthropologie, Metaphysik und der französischen Philosophie. 2008 trat er vorzeitig in den Ruhestand. 2009 beschloss er, in den Kibbuz Sde Eliyahu nach Galiläa in Israel umzusiedeln, um dort die hebräische Sprache zu studieren.
Er ist Mitglied der Polnischen Philosophischen Gesellschaft und war 2007 Mitbegründer der polnischen B’nai B’rith–Gesellschaft.
Im Jahr 2011 erschien die Dokumentation „Torn“ der israelischen Filmproduzentin Ronit Kertsner, die sich mit Wekslers Geschichte befasst.
Jakub Weksler, der sich heute Yaacov nennt, erhielt nach einem fünfjährigen Einbürgerungsprozess im September 2014 die israelische Staatsbürgerschaft. Der Grund dafür war die Verweigerung der israelischen Regierung, die Bestimmungen des Rückkehrgesetzes in Wekslers Fall anzuwenden. 2019 trat er aus dem Klerus aus und konvertierte zum Judentum. Er arbeitete mehrere Jahre als Führer in der Holocaustgedenkstätte Yad Vashem, wo seine Bar-Mitzwa-Zeremonie stattfand.
Er setzt sich aktiv für den christlich-jüdischen Dialog ein.

## Medien
- Andrzej Klamt, Peter Hartl: In fremder Haut. D/F 2009, 52 Min. Erstausstrahlung bei arte, mehr Informationen bei www.halbtotalfilm.de

| Personendaten    | Personendaten                    |
| ---------------- | -------------------------------- |
| NAME             | Weksler-Waszkinel, Romuald Jakub |
| ALTERNATIVNAMEN  | Waszkinel, Romuald               |
| KURZBESCHREIBUNG | katholischer Priester, Theologe  |
| GEBURTSDATUM     | 28. Februar 1943                 |
| GEBURTSORT       | Stare Święciany                  |